# Estrogeny

Estron (E1)

Estradiol (E2)

Estriol (E3)

Estetrol (E4)

Estrogeny – grupa hormonów płciowych, do których zalicza się trzy główne postacie estrogenu naturalnie występujące u kobiet estron (E1), estradiol (E2) i estriol (E3), a także estrogen wytwarzany tylko w czasie ciąży estetrol (E4).
Estrogeny nazywane są hormonami żeńskimi i najważniejszą rolę odgrywają w organizmie kobiet, ale są też niezbędne dla mężczyzn – ich niedobór w jądrach może powodować bezpłodność.

## Budowa chemiczna
Estrogeny są hormonami o budowie sterydowej, cechuje je jednak obecność aromatycznego pierścienia A oraz brak charakterystycznej dla innych steroidów grupy metylowej przy C10 (na styku pierścieni A i B) i podstawnika przy C17. Są zaliczane do steroidów, pochodnych estranu. Różnią się między sobą liczbą i ustawieniem grup hydroksylowych.

## Wydzielanie i wydalanie
Ich produkcja jest regulowana przez hormon folikulotropowy wydzielany przez przysadkę mózgową. Estrogeny są wytwarzane z cholesterolu jak wszystkie hormony steroidowe, a bezpośrednim substratem do ich syntezy przy użyciu aromatazy jest androstendion i testosteron. Synteza zachodzi w jajnikach oraz w niewielkim stopniu w innych tkankach: łożysku, tkance tłuszczowej, kościach, mózgu. Estron jest wytwarzany przez adipocyty (komórki tkanki tłuszczowej). W osoczu występują w formie związanej z albuminą lub globuliną wiążącą steroidy płciowe (SHBG).
Najniższe stężenie estrogenów występuje podczas miesiączki, w fazie pęcherzykowej cały czas wzrasta aż do momentu owulacji, a spada w fazie ciałka żółtego. W fazie ciałka żółtego estrogeny wydzielane są w bardzo niewielkiej ilości przez ciałko żółte. Po menopauzie czynność wydzielnicza jajników ustaje, co prowadzi do niedoborów estrogenów.
U mężczyzn estrogeny są w niewielkich ilościach produkowane przez jądra i korę nadnerczy.
Estrogeny są hydroksylowane w wątrobie i sprzęgane z kwasem glukuronowym, a następnie wydalane z żółcią i moczem. Część estrogenów wydalanych z żółcią jest następnie eliminowana z kałem, a część powtórnie wchłaniana w jelicie (krążenie wątrobowo-jelitowe).

## Działanie

Wahania poziomów hormonów i temperatury ciała podczas cyklu menstruacyjnego

Estrogeny wpływają na wiele cech i funkcji organizmu, szczególnie kobiecego.
- W zakresie budowy ciała są odpowiedzialne za:
  - kształtowanie się żeńskich narządów płciowych i piersi w czasie rozwoju płodowego i po urodzeniu (II i III-rzędowe cechy płciowe),
  - rozwój III -rzędowych cech płciowych kobiecych (m.in. budowa ciała, typ owłosienia),
  - kształtowanie się psychiki i popędu płciowego (IV-rzędowe cechy płciowe).
- W zakresie procesów biochemicznych są odpowiedzialne za:
  - regulację cyklu miesiączkowego. Szczególną rolę odgrywają w pierwszej fazie cyklu, w której stymulują rozrost błony śluzowej macicy i przygotowują ją do implantacji zarodka
  - gospodarkę lipidową – zwiększają poziom „dobrego” cholesterolu HDL, a obniżają poziom „złego” cholesterolu LDL; zwiększają też wydalanie cholesterolu z żółcią; zwiększają poziom α-lipoprotein i fosfolipidów
  - gospodarkę wapniową – zwiększają odkładanie wapnia w kościach, zapobiegając osteoporozie; stymulują wzrost kości i chrząstek
  - zwiększanie przyswajania białek;
  - zwiększanie syntezy białek endogennych, np. białek wiążących hormony tarczycy i hormonów nadnerczy, a także pobudzają syntezę fibrynogenu, ceruloplazminy i angiotensynogenu.
  - zwiększanie krzepliwości krwi;
  - przyrost i zwiększenie pobudliwości mięśni gładkich (macicy i jajowodów).
  - przyrost komórek endometrium i nabłonka piersi, co jest powodem rakotwórczego działania estrogenów

### Fizjologiczna rola estrogenów
W trakcie cyklu miesiączkowego stężenie estradiolu zmienia się, co wywołuje określone efekty fizjologiczne:
- w fazie folikularnej cyklu miesiączkowego stymulują rozrost błony śluzowej macicy i odbudowę w niej naczyń krwionośnych;
- przygotowują błonę śluzową macicy na przyjęcie zapłodnionego jaja;
- pobudzają gruczoły śluzowe szyjki macicy do wydzielania śluzu;
- w fazie lutealnej cyklu miesiączkowego powodują rozrost endometrium i ułatwiają zagnieżdżenie jaja;
- kończą krwawienie miesiączkowe.

W trakcie krwawienia ich stężenie wzrasta, co prowadzi do wzrostu krzepliwości krwi i zakończenia krwawienia.
Nie mają wpływu na syntezę składników mleka.
Estradiol, na zasadzie sprzężenia zwrotnego hamuje wydzielanie FSH.

### Mechanizm działania
Estrogeny mogą wywierać wpływ na komórkę za pomocą trzech głównych
mechanizmów:
1. przez bezpośredni wpływ na ekspresję genów za pomocą jądrowych receptorów estrogenowych
2. przez pośredni wpływ na ekspresję genów za pomocą jądrowych receptorów estrogenowych
3. przez oddziaływanie na receptory estrogenowe obecne w rejonie błony komórkowej.

Najlepiej zbadany mechanizm działania żeńskich hormonów płciowych polega na regulacji ekspresji określonych genów, przez ich połączenie z jądrowymi receptorami estrogenowymi. Połączenie hormonu z receptorem powoduje jego fosforylację, zmianę
konformacji i łączenie się z określonym rejonem DNA (rejonem ERE – ang. estrogen response element). Kompleks estrogen-receptor stanowi zatem czynnik transkrypcyjny i nasila, lub hamuje, ekspresję genów.
Uważa się, że kompleks ten może oddziaływać na komórkę także inaczej, nie
działając bezpośrednio na genom. Badania wskazują, że może stymulować produkcję
innych czynników transkrypcyjnych, np. NF-кB. Tą drogą nasilana jest między innymi
transkrypcja genu IGF-1, którego produkt stanowi czynnik wzrostu, stymulujący rozrost nie tylko zdrowych komórek, ale też guzów nowotworowych.
Ponadto estrogeny mogą wywierać wpływ na komórkę, nie oddziałując ani pośrednio, ani bezpośrednio na ekspresję genów. Tego typu szybki efekt działania (ang. rapid effect) przypisuje się receptorom estrogenowym, znajdującym się przy błonie komórkowej. Pod wpływem odpowiednich czynników wzrostu (w tym estrogenów), aktywowane, przybłonowe receptory estrogenowe powodują uruchomienie wewnątrzkomórkowych systemów przekazywania sygnału. Następuje gwałtowny wzrost poziomów przekaźników drugiego rzędu (Ca2+
, cAMP, IP3, i innych), co prowadzi do aktywacji kinaz.
Estrogeny mogą wywierać wpływ tylko na komórki zaopatrzone w receptory estrogenowe. Komórki takie znajdują się głównie w macicy, jajnikach, gruczołach sutkowych i pochwie.

## Niedobór
Niedobór estrogenów jest powszechny u kobiet po menopauzie, ponieważ ich jajniki przestają syntetyzować te hormony. Niedobory występują też u młodych kobiet i są przyczyną licznych chorób metabolicznych.

### Skutki niedoboru estrogenów
- zaburzenia miesiączkowania
- niepłodność
- zanik (lub ograniczone występowanie) II-rzędowych cech płciowych
  - męska sylwetka
  - hirsutyzm
  - obniżenie barwy głosu
- zanik III-rzędowych cech płciowych
- osteoporoza

## Nadmiar
Nadmiar estrogenów występuje w schorzeniach związanych z nadmierną ich produkcją (np. nowotwory jajników) oraz podczas przyjmowania zbyt dużych dawek leków zawierających te hormony.

### Skutki nadmiaru estrogenów
- zaburzenia miesiączkowania
- zwiększone prawdopodobieństwo wystąpienia zakrzepów i zatorów
- nadmierny przerost błony śluzowej macicy
- obrzęki, nadmierny zastój wody i jonów Na+
- przyrost masy ciała
- powiększenie piersi
- zaburzenia funkcji wątroby, kamica dróg żółciowych, żółtaczka
- napady migreny
- nudności, wymioty, złe samopoczucie

## Zastosowanie w lecznictwie
Estrogeny naturalne i syntetyczne stosuje się w celu uzupełnienia niedoborów tych hormonów oraz w antykoncepcji hormonalnej.

### Główne zastosowania
- niektóre zaburzenia miesiączkowania
- niedorozwój gonad
- niedoczynność jajników
- zapalenia atroficzne pochwy
- po operacyjnym usunięciu jajników
- hormonalna terapia zastępcza w łagodzeniu dolegliwości związanych z menopauzą
- hormonalna terapia zastępcza w transseksualizmie typu m/k[2]

### Pomocniczo
- jako składnik tabletek antykoncepcyjnych
- u mężczyzn w raku prostaty

### Działania niepożądane
Występują przy źle dobranych dawkach leku i odpowiadają objawom nadmiaru estrogenów. Egzogenne estrogeny mogą też przyczyniać się do rozwoju nowotworów hormonozależnych.
Leków zawierających estrogeny nigdy nie wolno stosować w czasie ciąży, gdyż mają udowodnione działanie teratogenne i embriotoksycznie. Nie należy ich również zażywać jeśli występują krwawienia z dróg rodnych, choroby wątroby, nadmierna krzepliwość krwi, nowotwory zależne od estrogenów.

#### Ksenoestrogeny
Ksenoestrogeny to związki chemiczne, które wykazują zdolność interakcji z układem hormonalnym i modulowania jego czynności w sposób charakterystyczny dla estrogenów.
Rozwój przemysłu chemicznego (niektóre herbicydy i pestycydy) i upowszechnienie leków opartych na estrogenach (np. tabletka antykoncepcyjna) skutkuje uwalnianiem do środowiska znacznych ilości tych substancji[niewiarygodne źródło?]. Podejrzewane są one o wywoływanie skutków ubocznych wśród ssaków – zaburzeń płodności, niewykształcania cech męskich i inne skutki uboczne – zwłaszcza wśród fauny żyjącej w wodach morskich i śródlądowych.

## Historia
Pierwszym odkrytym hormonem był estron – żeński hormon płciowy, odkryty w 1929 przez późniejszego profesora Politechniki Gdańskiej Adolfa Butenandta. Za prace nad hormonami płciowymi Butenandt został uhonorowany w 1939 Nagrodą Nobla.